# Годково (гміна)
Гмі́на Годко́во (пол. Gmina Godkowo) — сільська гміна у північній Польщі. Належить до Ельблонзького повіту Вармінсько-Мазурського воєводства.
Станом на 31 грудня 2011 у гміні проживало 3321 особа.

## Територія
Згідно з даними за 2007 рік площа гміни становила 166.74 км², у тому числі:
- орні землі: 71.00%
- ліси: 20.00%

Таким чином, площа гміни становить 11.66% площі повіту.

## Населення
Станом на 31 грудня 2011:
| Опис     | Загалом | Загалом | Чоловіки | Чоловіки | Жінки | Жінки |
| -------- | ------- | ------- | -------- | -------- | ----- | ----- |
| одиниця  | осіб    | %       | осіб     | %        | осіб  | %     |
| все      | 3321    | 100     | 1665     | 50.14    | 1656  | 49.86 |
| міське   | 0       | 100     | 0        |          | 0     |       |
| сільське | 3321    | 100     | 1665     | 50.14    | 1656  | 49.86 |

## Сусідні гміни
Гміна Годково межує з такими гмінами: Вільчента, Мілаково, Моронг, Орнета, Пасленк.